# Nadiem Amiri
Nadiem Amiri (sinh ngày 27 tháng 10 năm 1996) là một cầu thủ bóng đá chuyên nghiệp người Đức thi đấu ở vị trí tiền vệ tấn công cho Bayer Leverkusen và đội tuyển quốc gia Đức.

## Thống kê sự nghiệp

### Quốc tế
Tính đến 11 tháng 11 năm 2020
| Đức       | Đức  | Đức |
| Năm       | Trận | Bàn |
| --------- | ---- | --- |
| 2019      | 3    | 0   |
| 2020      | 2    | 0   |
| Tổng cộng | 5    | 0   |

## Danh hiệu

### Quốc tế
Đức
- Giải vô địch bóng đá U-21 châu Âu: 2017[4]